# 粉嶺禮賢會中學
粉嶺禮賢會中學（英語：Fanling Rhenish Church Secondary School）為香港一所設於北區粉嶺聯和墟的津貼中學，於1999年創立。

## 歷史
此校於1998年初由中華基督教禮賢會香港區會向政府申辦，有關申請於同年7月17日得到受理，並獲分配現時的校舍；隨後，此校得到同屬「德國聯合差會」之德國西菲利亞福音教會贊助1,000萬元籌建費，從而得以籌辦。翌年9月，此校正式創立，首年招收中一及中四學生。
2000年3月18日，此校舉行揭幕典禮，由西菲利亞福音教會監督Ulrich Beyer主持。
至2004年，此校附屬教會「禮賢會粉嶺堂」開始籌建，翌年2月正式成立。

## 校舍
此校為一所1998年版本的中學靈活式校舍，佔地約7,000平方米，設有30間課室及各種特別室。校舍與同區的五旬節于良發小學綑綁於同一份建造合約，均由新福港承建，於1999年8月9日完工交付。
值得一提的是，此校與另外六座同類型中學校舍，原訂採用1995年版同款設計，僅設26間課室。適逢千禧校舍標準於1997年推出，由於校舍仍未施工，故政府決定修改圖則及增加撥款，為包括此校在內的上述校舍加建7樓、相關額外樁柱及改動部分特別室間隔，成為設備水平與千禧校舍無異的1998年版靈活式校舍。

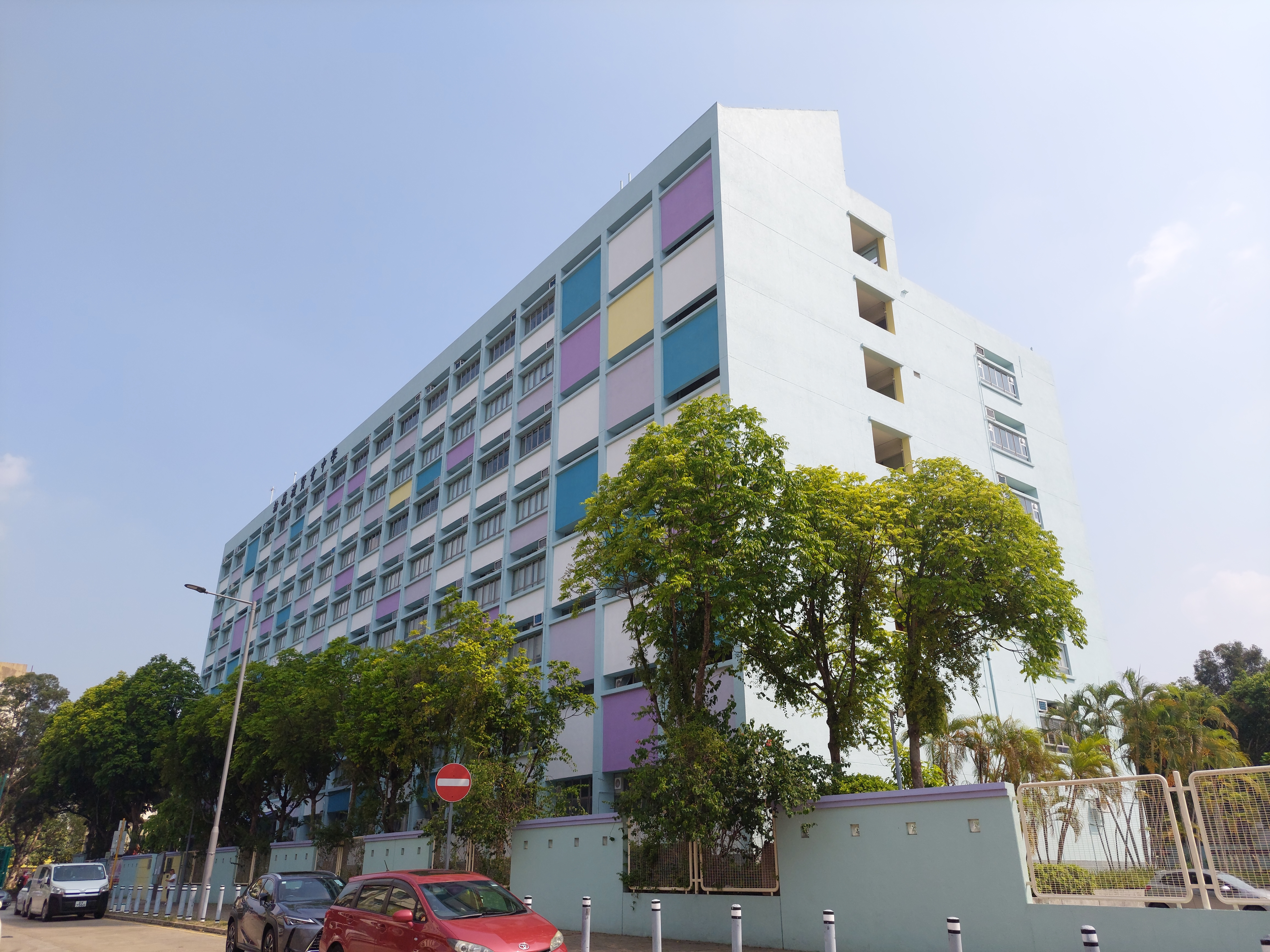
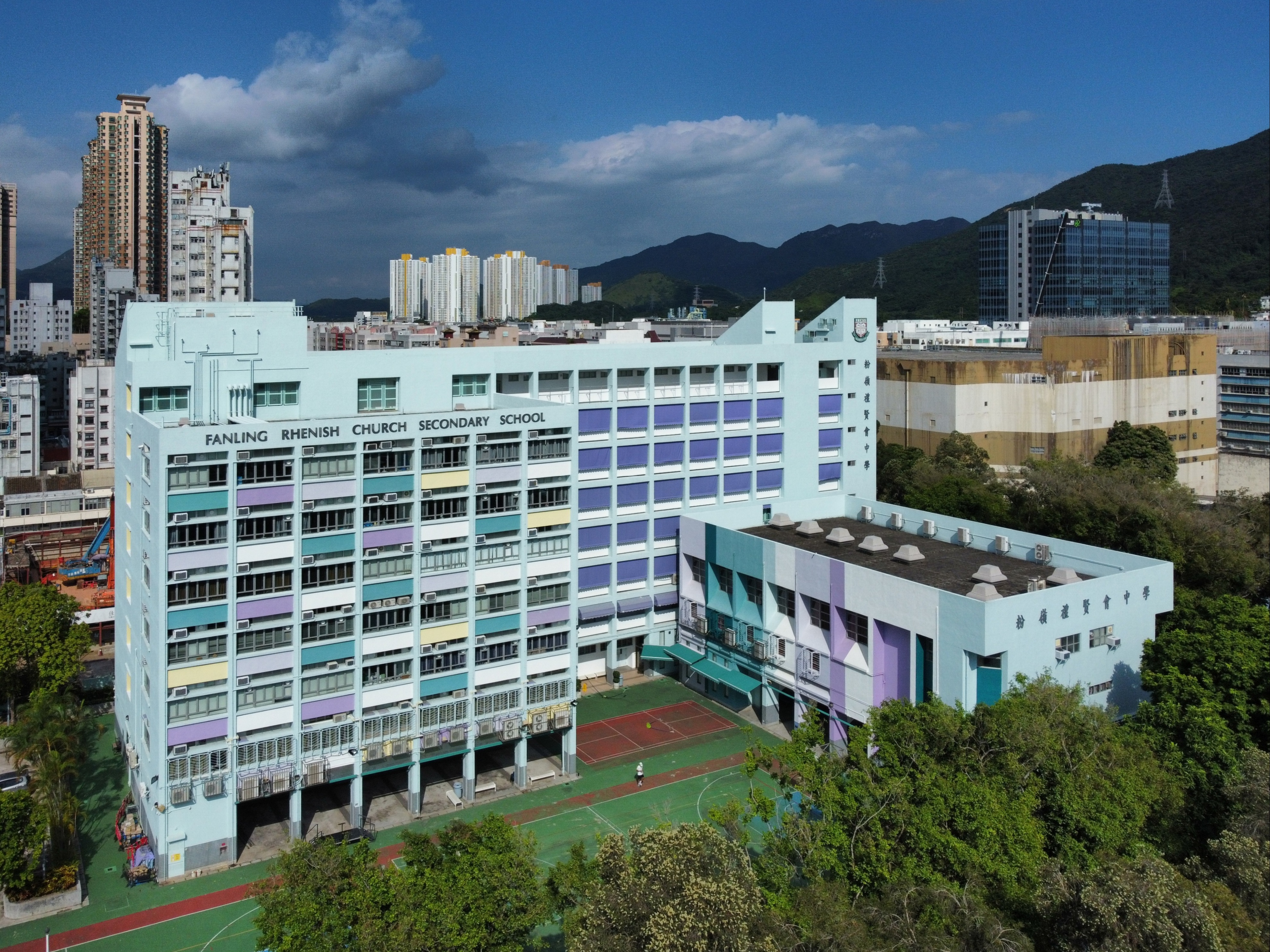
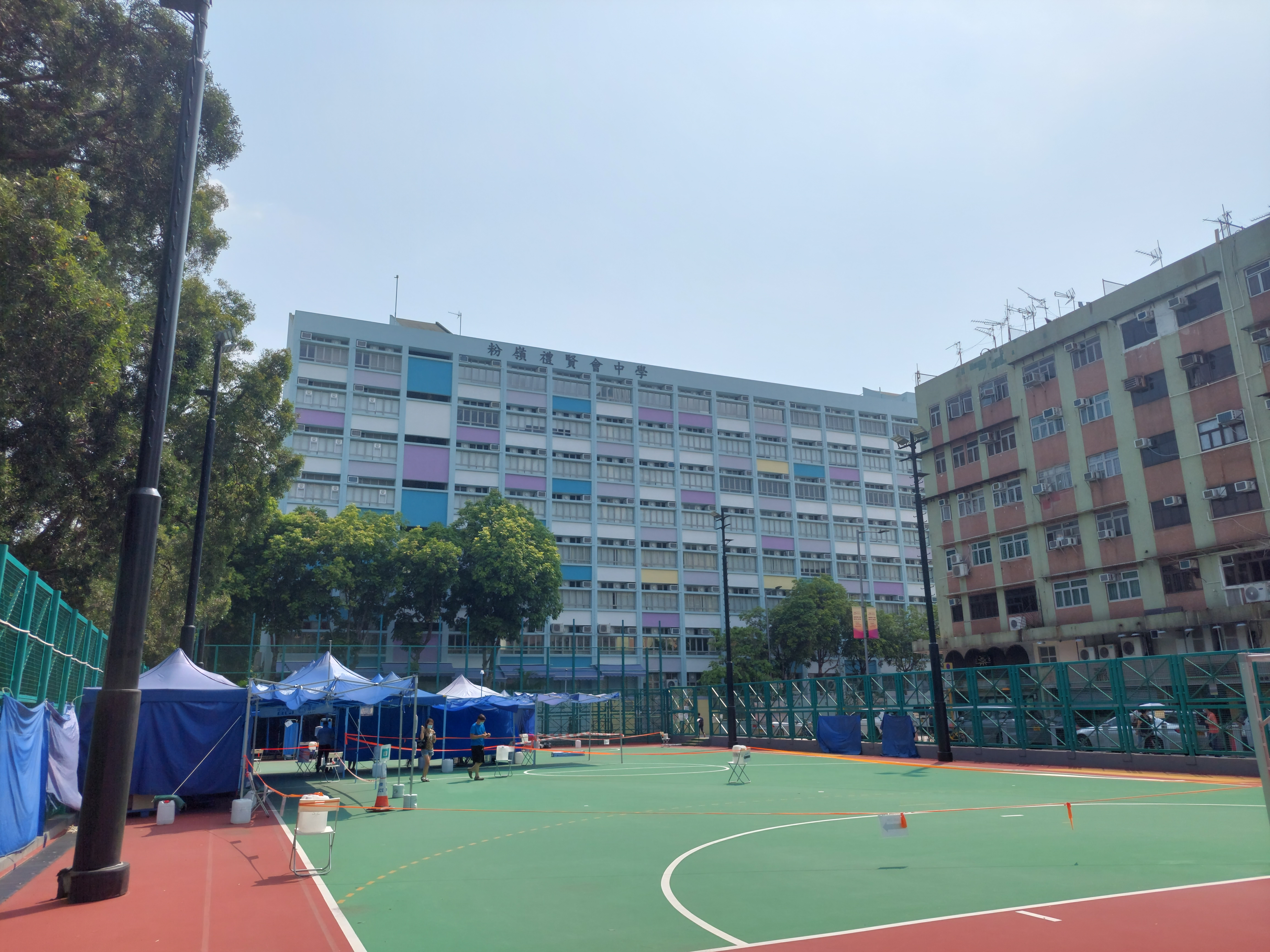

## 歷任管治人員

### 校監
- 李志堅長老（1999年-2000年、2003年-2009年，創校及第三任校監）
- 陳啟元博士（2000年-2003年、2009年-2021年，第二、四任）
- 麥基恩醫生（2021年起，現任校監）

### 校長
- 李葉文慧女士（1999年-2009年，創校校長，後調任同系禮賢會彭學高紀念中學校長）
- 潘詠棠長老（2009年-2017年，第二任，原為神召會康樂中學副校長）[9]
- 陳俊平博士（2017年起，現任校長）

## 軼事及事件
- 2010年4月26日，在此校舉行的香港中學會考數學卷（一）考試發生失誤事故，監考員於開考前已著考生在卷上填寫考生編號及貼上條碼，其後又突然宣佈尚未開考，導致其中四名考生被指違規[10]。

## 知名校友
- 洪卓立：香港男歌手。於2006年參加無綫電視與英皇娛樂合辦的「2006年度英皇新秀歌唱大賽」奪得亞軍而晉身樂壇，成為英皇娛樂旗下歌手。（2004年中五）
- 鄧志堅：香港男配音員（2004年中五）

## 註解
1. ↑  2021/22年度[1]
2. ↑  2021/22年度[2]
3. ↑  該等校舍分別為港島民生書院、中華傳道會劉永生中學、聖羅撒書院、靈糧堂劉梅軒中學、新生命教育協會平安福音中學及元朗公立中學校友會鄧兆棠中學。

## 外部連結
- 粉嶺禮賢會中學官方網頁（页面存档备份，存于）